# Standesscheibe

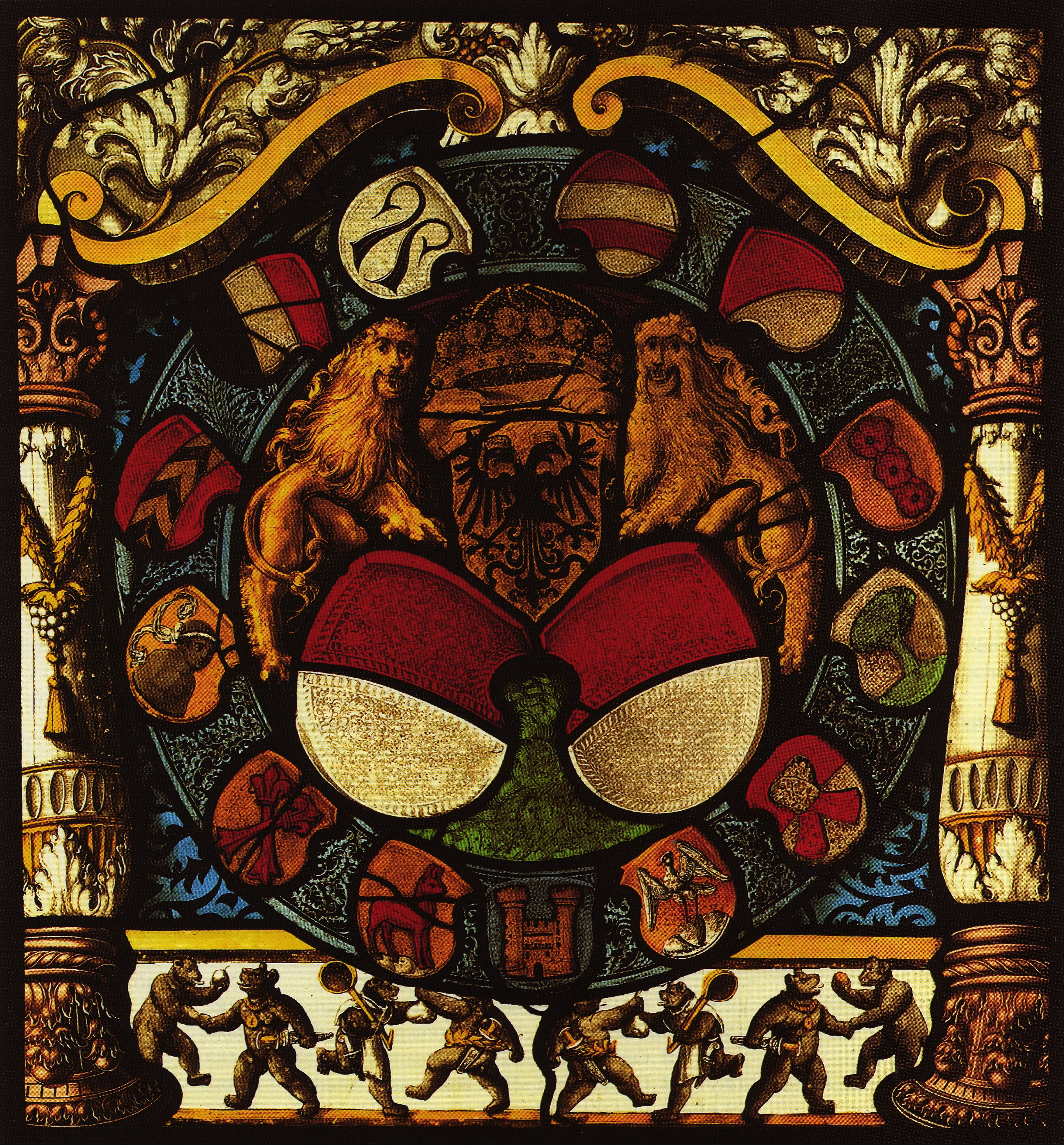
Solothurner Standesscheibe (Ämterscheibe) (ca. 1510–1530)

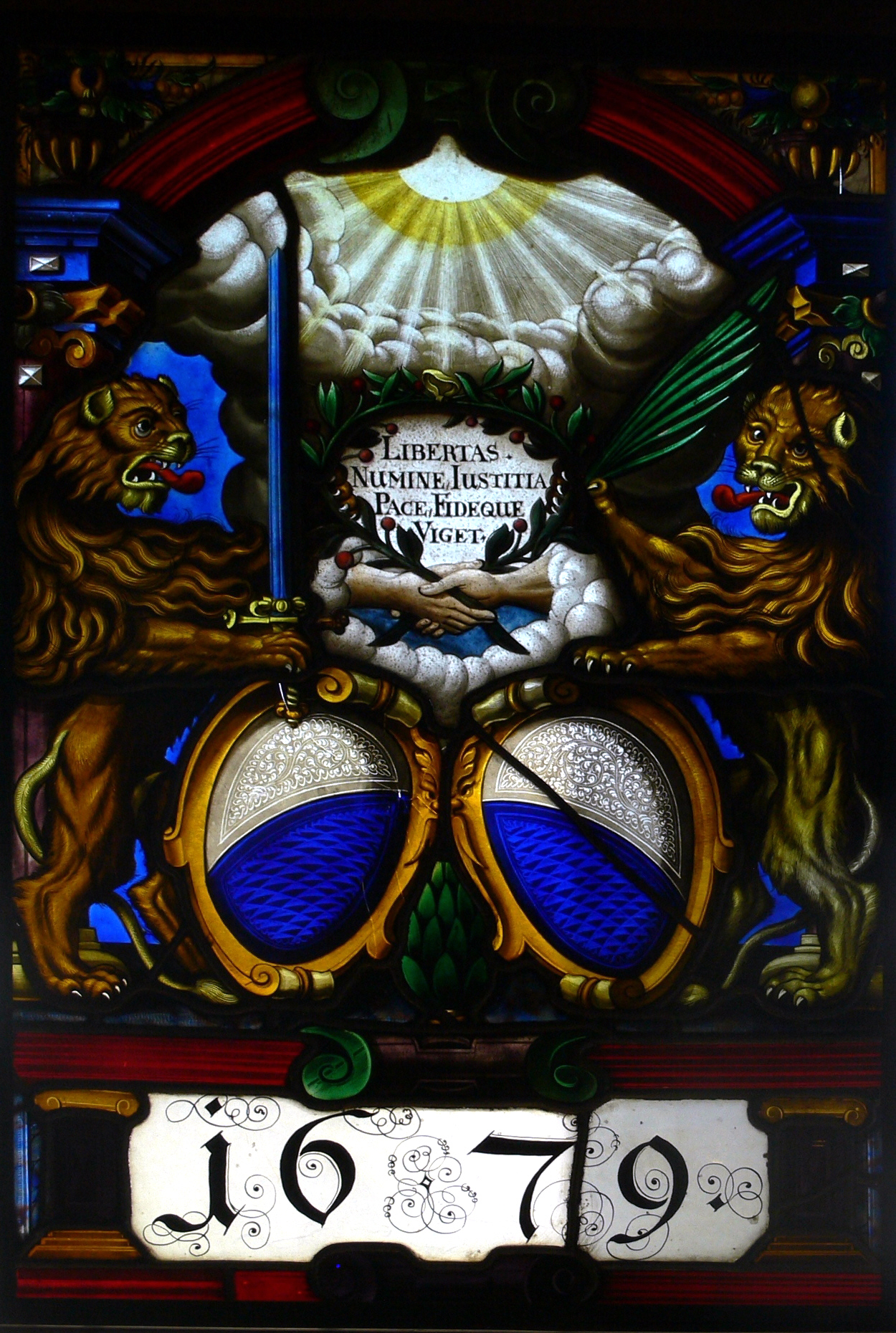
Zürcher Standesscheibe (1679)

Als Standesscheiben werden Darstellungen der Wappen der Schweizer Kantone (Stände) als Glasmalerei bezeichnet (Wappenscheiben). Sie gehören damit zu den Schweizer Scheiben.
Die Tradition der Standesscheiben beginnt um 1485, als Ausdruck des gestiegenen Selbstbewusstseins der Stände der Alten Eidgenossenschaft nach den Burgunderkriegen. Ein vollständiger Satz von Standesscheiben wurde 1501 für den Sitzungssaal der Schweizer Tagsatzung in Baden hergestellt. Standesscheiben blieben weit verbreitet in der Frühen Neuzeit (Dreizehnörtige Eidgenossenschaft) und teilweise auch in der modernen Schweiz. In der Bundeshauskuppel wurden 1902 die 22 Kantonswappen als Glasmalerei angebracht (ausgeführt von Johann Albert Lüthi).